# Aubstadt
Aubstadt település Németországban, azon belül Bajorországban. Lakosainak száma 734 fő (2023. december 31.).

## Népesség
A település népessége az elmúlt években az alábbi módon változott:
| Lakosok száma | 905  | 973  | 788  | 750  | 735  | 749  | 714  | 708  | 712  | 734  |
|               | 1875 | 1950 | 1975 | 1987 | 2012 | 2014 | 2016 | 2017 | 2021 | 2023 |